# Geese Howard
Geese Howard (ギース・ハワード Gīsu Hawādo?) es un personaje de videojuegos creado por SNK. Es el líder del cártel de la mafia más grande de la ciudad ficticia de Southtown del videojuego Fatal Fury de la compañía SNK Playmore y la saga de juegos de lucha Art of Fighting. También hace aparición en The King of Fighters '96, The King of Fighters 2002 edición especial y The King of Fighters '98 Ultimate Match, además es un personaje Invitado en Tekken 7 como contenido Descargable para comenzar la Temporada 1 de este Juego.

## Historia

### Niñez
No se conoce mucho sobre la niñez de Geese salvo que Rudolph Krauser (el padre de Wolfgang Krauser) podría ser su padrastro. El anime de Fatal Fury 2 lo sugiere así ya que en una escena en la que Geese recuerda su niñez, en medio de un enfrentamiento con su medio hermano (W. Krauser), sale a relucir que el padre de Krauser abandonó a la madre de Geese, pero las demás películas anime no confirman nada oficial. Hay una ilustración de Shinkiro que se realizó para una novela sobre la juventud de Geese donde lo muestran como un hombre más joven con el pelo mucho más corto que el mostrado en Art of Fighting 2, también destacando las versiones más jóvenes de personajes como Jubei Yamada y Tung Fu Rue, así como los retratos recientes de los hermanos Andy Bogard, Terry Bogard y Joe Higashi. Sin embargo, el mayor misterio de todos era una gran imagen de fondo de una monja, la cual muchos especulan pudiera ser la madre de Geese. Cuando maduró, Geese comenzó a entrenarse en la escuela de Hakkyokuseiken con Jeff Bogard, pero el Maestro Tung Fu Rue lo expulsó y enseñó a Jeff los secretos del estilo. Geese, enfadado, al ver que Tung Fu Rue declaró como su favorito a Jeff, juró venganza contra Jeff. Geese tuvo otros profesores de artes marciales, que al parecer incluyeron al abuelo de Blue Mary y Toji Sakata de Fatal Fury: Wild Ambition.

### Art of Fighting
Geese Se elevó a la cima de una forma insólita. Durante The Art of Fighting, Geese ganó mucho poder como una persona clave en el poder. Primero, hizo bien sus amenazas contra la familia Sakazaki, desde Takuma. Geese forzó a Takuma a cooperar a cualquier costo o sufriría las consecuencias. A Takuma no le gustó la idea de Geese Howard cuando le ordenó matar a Jeff Bogard, y Takuma se rehusó. Geese secuestró a Yuri Sakazaki y ordenó a Mr. Big supervisar para impedir a Takuma desobedecer sus órdenes. Mr. Big entonces ordenó a Takuma luchar con su propio hijo, Ryo Sakazaki. Yuri intervino y reveló que fue engañado para luchar contra él.
Takuma salió de las filas de Geese y juró la venganza contra Geese por deshonrar el honor del Kyokugenryu Karate. Durante Art of Fighting 2 (que es el primer torneo King of Fighters en la línea de tiempo de Fatal Fury – Art of Fighting), los Sakazaki (y Robert García) lograron derrotar a Geese. Geese entonces esquivó el Haou Shoukou Ken hecho por Ryo y más tarde atacó y mató a Jeff en un combate desarmados, que fue atestiguado por Terry y Andy, como es visto en la secuencia inicial de Fatal Fury Wild Ambition.

### King of Fighters
En la saga del The King of Fighters Geese Howard hizo un cameo en el KOF '94 en el final del Fatal Fury donde salía lamentándose de la derrota de Rugal Bernstein, que no pudo vencer a Terry Bogard (aunque esto solo trataba de un final no canónico y no como realmente es en la historia).
En el KOF 95 él iba a asignarle a su guardaespaldas a Billy Kane que participase en el torneo para investigar quién estaba detrás del torneo, sin embargo se llevó la sorpresa de que el integrante de su grupo Iori Yagami les dio una paliza a Billy y a Eiji después de quedar eliminados en las finales con el Team Japan.
En el KOF '96 hizo su primera participación en el juego, yendo en lugar de Billy Kane, que estaba en recuperación de lo que Iori Yagami le había hecho en el torneo anterior. Aquí formó equipo con Mr. Big y su medio hermano Wolfgang Krauser a quienes él mismo invitó a participar en el torneo. Geese tenía la intención de investigar sobre el origen del poder Orochi, estando muy atento para adueñarse de él. En el torneo anterior supo que Rugal estaba buscando ese poder, del cual consiguió una pequeña parte que mostró en el torneo de KOF '95, resultando destruido por utilizarlo a su máxima potencia. En el torneo Geese y su equipo llegan a vencer a todos sus contrincantes sin problemas y alcanzando las finales donde fueron derrotados por el Team Japan formado por Kyo, Benimaru y Goro. Mr. Big estaba muy enojado con Geese por haber quedado eliminado del torneo, y contrató un francotirador que disparó contra la cabeza de Geese, salvándose gracias a la oportuna intervención de Billy Kane que utilizó su vara para bloquear el disparo. Antes de irse, Mr. Big le dijo a Geese que eso era por haberle hecho perder el tiempo y se fue, aunque su medio hermano Wolfgang Krauser le dio las gracias por haberle invitado al torneo y haber obtenido una gran experiencia.
En el KOF '97 Geese ordenó una nueva tarea a Billy Kane, que ya estaba recuperado para participar en el torneo y poder investigar sobre el poder Orochi. Geese le asignó como compañeros de equipo a Ryuji Yamazaki y Blue Mary. Además, a Billy Kane se le asignó la tarea de vigilar a Yamazaki para que pudiera aprender a usar el poder Orochi, aunque en el torneo no llegaron lejos. Yamazaki se escapó para ir a hablar directamente con Geese y exigirle el pago que le había prometido por participar.
Tras esto, durante varios años Geese no apareció más en el torneo de KOF hasta el KOF 2000 donde era un striker alternativo de Terry Bogard. En el KOF 2002 aparecería pero como un personaje oculto solamente en la versión de PlayStation 2 sin olvidar que apareció también en los remakes del KOF 98 Ultimate Match y el Kof 2002 UM teniendo en este último una versión alternativa llamada Nightmare Geese una versión obscura de Geese y más fuerte que también aparece en The King of Fighters: Maximum Impact 2. Geese también apareció en The King of Fighters Neowave, un juego sin historia propia que buscaba ser una mejora del KOF 2002 con cambios en los gráficos y la música, siendo Geese jefe final aunque con el aspecto joven que tenía en Art of Fighting 2.
En el KOF 2003 de nuevo ordenó a Billy Kane participar en el torneo con Ryuji Yamazaki para investigar nuevamente sobre los organizadores que, según se rumoreaba, podían ser otros descendientes de Orochi. Se contrató a un nuevo integrante, Gato, ya que Blue Mary iba a ser integrante con otro grupo de mujeres.
El apareció también en The King of Fighters EX para Game Boy Advance como un personaje desbloqueable y resultando ser el organizador del torneo y jefe final.
Howard regresa en The King of Fighters XIV haciendo equipo con su secuaz Billy Kane y su mayordomo Hein.

### Fatal Fury
Fatal Fury: Tras asesinar a Jeff, en unos de sus viajes fue a Inglaterra donde conoció a Billy Kane, quien pasaría a ser su guardaespaldas personal, quien sería el campeón invicto de The King of Fighters. Geese es muy obsesivo con su arte marcial debido a la paranoia sobre su seguridad personal. Tanto es así, que construyó arriba del rascacielos sede de su empresa un dōjō que poco a poco fue complementando, para tener un pretexto para detener a cualquier desafiante que estorbe en su camino. Diez años después (exactamente en 1992), Terry Bogard y su hermano Andy, tras 10 años de entrenamiento compiten en el torneo junto con el campeón de Muay Thai Joe Higashi. Los tres fueron venciendo a muchos adversarios en el torneo, el que llegó a las finales fue Terry, quien consigue derrotar a Billy consagrándose como nuevo campeón. Geese estaba furioso y mando a sus hombres a secuestrar a Terry durante la celebración del torneo; Terry y Geese se enfrentan siendo Bogard el vencedor. Al final, Terry lo ataca con una patada voladora tirando a Howard por la ventana de la torre (tal como se muestra al final del juego).
Fatal Fury Special: Mientras que la ciudad pensaba que él estaba muerto, Geese se encontraba con vida, al parecer gracias a los secretos de un pergamino chino en su poder. El pergamino llamado "El desplazamiento del Phoenix" que permitía al poseedor de dicho rollo, acelera la tasa de recuperación; al año siguiente, en 1993, Krauser envió a un impostor a dirigir la compañía de Geese como suya, pero el impostor terminó siendo víctima de Billy, quien después del torneo (ya que Terry derrotó a Krauser) fue a cuidar de él. Durante su recuperación, Geese oye el rumor de los Rollos de Jin.
Fatal Fury 3 - Road of the Final Victory: En 1995, Geese regresa tras haberse recuperado, decide ir en busca de los rollos Jin. Sin saber que los hermanos Bogard, Joe y la ninja Mai Shiranui también estaba en busca de los rollos (solo que cada uno por su cuenta). Terry, antes de su combate contra Ryuji Yamazaki, se encontró por segunda vez a Geese. Geese vuelve a enfrentar a Terry, cosa que en medio combate, Geese desaparece con Billy al ver que el escenario se estaba incendiando. Terry es llevado por Cheng Sinzan en su helicóptero llevando hacia Yamazaki. Mientras que el Lobo Solitario derrotaba a los hermanos Jin Chonrei y Chonshu, Geese consiguió robarse los tres rollos regresando a la Ciudad del Sur.
Real Bout Fatal Fury: Para arreglar cuentas con los Bogard y Higashi, Howard y Kane organizan un nuevo torneo y le informa a los ciudadanos de la Ciudad que el sigue vivo, lo cual impacto a muchos de los habitantes. Se desconocen los combates dados en el torneo, pero se sabe que Terry nuevamente se arregla para derrotar a sus oponente y llegar hasta Geese desafiándolo a una pelea a muerte. El combate fue violento y duro, pero Bogard derrota a su némesis nuevamente tirándolo de la torre, esta vez Terry lo agarra pero Geese decide soltarse. Geese murió con el impacto de su caída. Más tarde, Terry adopta al hijo de este, Rock Howard.

## Otras apariciones
Geese Howard apareció en Capcom vs. SNK. Aquí la historia contaba que él, junto con M. Bison, estaba detrás de ese torneo, organizándolo y siendo Geese el jefe final por parte de SNK y M. Bison por parte de Capcom. También apareció en Capcom vs. SNK 2 aunque se desconoce aquí su participación ya que la historia es otra. Igualmente, estuvo presente en el título portátil SNK vs. Capcom: The Match of the Millennium donde era el organizador del torneo con M. Bison y donde cada quien quería mostrar un experimento que estaban preparando para los finalistas después de que fueran vencidos.
Asimismo, aparecería en SNK vs. Capcom: Chaos como personaje oculto, y también en Neo Geo Battle Coliseum, de donde se extrajeron los sprites para que Geese apareciese en el juego del KOF XI como un personaje oculto solamente en la versión de PlayStation 2.
Geese es el personaje que tiene la más grande diferencia respecto a las sagas donde sale, pues en Fatal Fury oficialmente está muerto,y en The King Of Fighters, sigue vivo, a excepción de la saga de KOF: Maximum Impact donde se menciona que ya murió.
También hace aparición en la saga de videojuegos Tekken, concretamente en Tekken 7, siendo el debut de este personaje en un videojuego de Tekken.